# Acacia penonomensis
Acacia penonomensis é uma espécie de leguminosa do gênero Acacia, pertencente à família Fabaceae.